# Harriet (schildpad)
Harriet (Galapagoseilanden (?), ±1830 - Australia Zoo, Australië, 22 juni 2006) was een 180 kg zware Galapagosreuzenschildpad die volgens onderzoek in 1830 uit haar ei gekropen zou zijn en dan ook ongeveer 176 jaar oud is geworden. Andere stokoude schildpadden waren een stralenschildpad genaamd Tu'i Malila (188 of 192 jaar), de Seychellenreuzenschildpad Adwaitya en haar soortgenoot "Lonesome George" (100 à 120 jaar). Adwaitya zou een leeftijd van 255 jaar hebben bereikt, maar dit is niet bevestigd.
Volgens de overlevering werd ze in 1835 door Charles Darwin samen met twee andere schildpadden gevangen toen deze laatste op zijn reis met de Beagle de Galapagoseilanden bezocht, en hij bracht ze vervolgens mee naar Engeland. In 1841 werden alle drie de schildpadden naar de Australia Botanical Garden in Brisbane gebracht. In 1920 gingen bij een overstroming alle documenten van de dieren verloren. Het is dus niet helemaal zeker of het gaat om hetzelfde individu als datgene dat toen door Darwin gevangen werd. Harriet werd heen en weer verplaatst over verschillende dierentuinen en belandde uiteindelijk in de Australia Zoo in Beerwah in de staat Queensland. Men heeft haar dan maar een verjaardagsdatum van 15 november gegeven. Ook het geslacht was lange tijd onbekend, de oorspronkelijke naam van het dier was Harry. Op donderdagavond 22 juni 2006 is Harriet overleden, waarschijnlijk aan een ziekte die zeer zeldzaam is voor Galapagosreuzenschildpadden. Het is niet bekend welke ziekte dat is.
Pas in 1992 werd vastgesteld dat ze een Galapagosreuzenschildpad was, en dat ze zeker meer dan 142 jaar oud was. Harriet behoorde tot de ondersoort Geochelone nigra porteri en ondanks het feit dat ze nog steeds ovuleerde was er nog geen mannetje van dezelfde ondersoort gevonden om dat te gelde te kunnen maken.

## Zie ook

Afbeeldingen
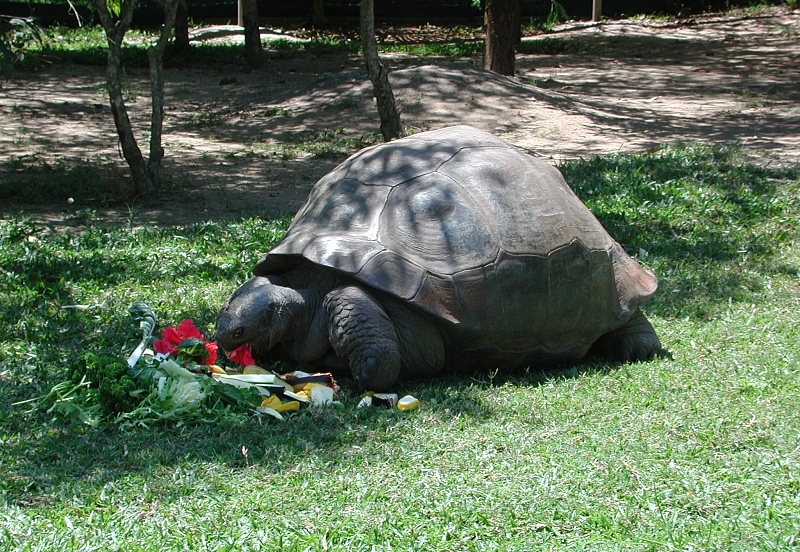
Harriet aan het eten
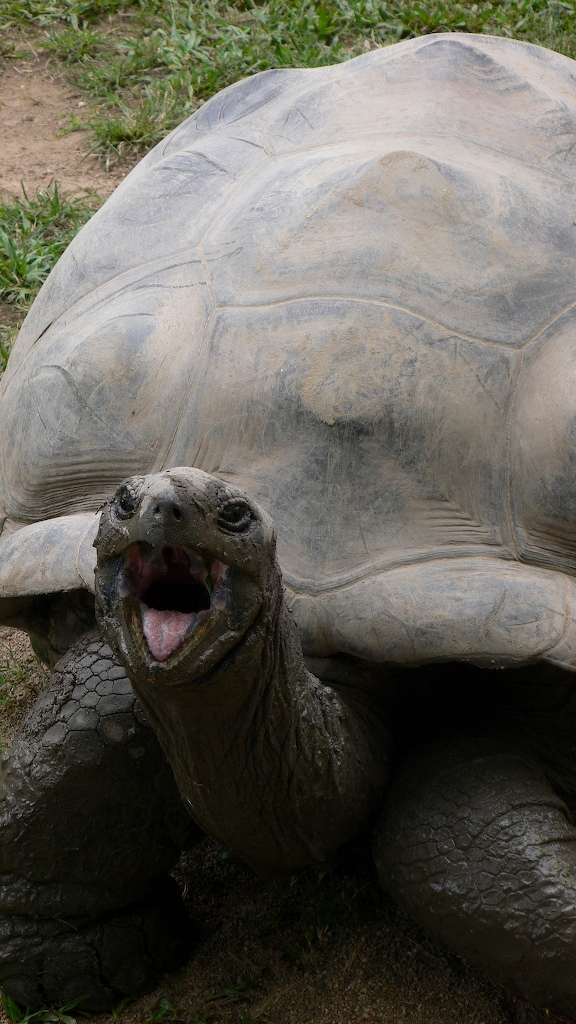
Harriet die haar tong uitsteekt